# Akvilė Stapušaitytė
Akvilė Stapušaitytė (* 25. März 1986 in Tauragė, Litauische SSR, Sowjetunion) ist eine litauische Badmintonspielerin.

## Karriere
Stapušaitytė nahm 2008 im Dameneinzel an den Olympischen Spielen teil. Nach einem Freilos in der ersten Runde verlor sie in der folgenden Runde gegen Tine Rasmussen und wurde somit 17. in der Endabrechnung. In ihrer Heimat gewann sie bis 2010 elf nationale Titel.

## Sportliche Erfolge
| Saison | Veranstaltung                    | Disziplin   | Platz | Name                                       |
| ------ | -------------------------------- | ----------- | ----- | ------------------------------------------ |
| 2003   | Litauen: Juniorenmeisterschaften | Mixed       | 1     | Šarūnas Bilius / Akvilė Stapušaitytė       |
| 2004   | Litauen: Einzelmeisterschaften   | Damendoppel | 1     | Ugnė Urbonaitė / Akvilė Stapušaitytė       |
| 2004   | Litauen: Juniorenmeisterschaften | Damendoppel | 1     | Akvilė Stapušaitytė / Anastasija Tolstaja  |
| 2005   | Lithuanian International         | Damendoppel | 1     | Kristina Dovidaitytė / Akvilė Stapušaitytė |
| 2005   | Litauen: Juniorenmeisterschaften | Dameneinzel | 1     | Akvilė Stapušaitytė                        |
| 2005   | Litauen: Juniorenmeisterschaften | Damendoppel | 1     | Akvilė Stapušaitytė / Anastasija Tolstaja  |
| 2005   | Litauen: Einzelmeisterschaften   | Damendoppel | 1     | Ugnė Urbonaitė / Akvile Stapusaitytė       |
| 2005   | Estonian International           | Mixed       | 1     | Jean-Michel Lefort / Akvilė Stapušaitytė   |
| 2006   | Litauen: Einzelmeisterschaften   | Damendoppel | 1     | Akvilė Stapušaitytė / Ligita Žukauskaitė   |
| 2006   | Litauen: Einzelmeisterschaften   | Dameneinzel | 1     | Akvilė Stapušaitytė                        |
| 2007   | Estonian International           | Damendoppel | 2     | Akvilė Stapušaitytė / Anna Narel           |
| 2007   | Litauen: Einzelmeisterschaften   | Dameneinzel | 1     | Akvilė Stapušaitytė                        |
| 2008   | Olympia                          | Dameneinzel | 17    | Akvile Stapusaityte                        |
| 2008   | Litauen: Einzelmeisterschaften   | Mixed       | 1     | Kęstutis Navickas / Akvilė Stapušaitytė    |
| 2008   | Litauen: Einzelmeisterschaften   | Dameneinzel | 1     | Akvilė Stapušaitytė                        |
| 2009   | Litauen: Einzelmeisterschaften   | Mixed       | 1     | Kęstutis Navickas / Akvilė Stapušaitytė    |
| 2009   | Litauen: Einzelmeisterschaften   | Damendoppel | 1     | Ligita Žukauskaitė / Akvilė Stapušaitytė   |
| 2009   | Litauen: Einzelmeisterschaften   | Dameneinzel | 1     | Akvilė Stapušaitytė                        |
| 2010   | Litauen: Einzelmeisterschaften   | Dameneinzel | 1     | Akvilė Stapušaitytė                        |
| 2012   | Litauen: Einzelmeisterschaften   | Dameneinzel | 1     | Akvilė Stapušaitytė                        |
| 2012   | Litauen: Einzelmeisterschaften   | Damendoppel | 1     | Gerda Voitechovskaja / Akvilė Stapušaitytė |
| 2012   | Litauen: Einzelmeisterschaften   | Mixed       | 1     | Ramūnas Stapušaitis / Akvilė Stapušaitytė  |